# 八千代台団地
八千代台団地（やちよだいだんち）は、千葉県八千代市にある日本初の大規模住宅団地。
最寄り駅は京成本線八千代台駅で、1965年に建立された「住宅団地発祥の地」の記念碑が同駅の西口ロータリー・2番バス乗り場前にある。

## 2つの「八千代台団地」
「八千代台団地」の名称は、下記の2種類の造成物（あるいは地域）を指し、誤解や混同を生む原因になっている。

### 協会八千代台団地
千葉県住宅協会（1965年11月に「千葉県住宅供給公社」に改組）による八千代台団地。八千代台西・北地区に200 - 330平方メートル（60 - 100坪）程度の土地プラス33 - 60平方メートル（10 - 18坪）の木造平屋一戸建（一部土地のみの分譲もあり）を分譲、計画戸数 1,114。1955年10月第1期の分譲を開始し、翌1956年5月入居開始。1957年10月に完成。

### 公団八千代台団地
日本住宅公団（2004年に「都市再生機構」に改組）による八千代台団地。八千代台西六丁目にある鉄筋コンクリート造り2階建てテラスハウスタイプおよそ30棟2百数十戸。賃貸と分譲の2本立てで、1957年に入居開始。日本住宅公団による団地としては初期のものではあるが「第1号」ではない。

## 「住宅団地発祥の地」記念碑
京成電鉄八千代台駅西口ロータリーに「住宅団地発祥の地」と題する記念碑がある（1966年。千葉県住宅協会建立）。碑文には当時の千葉県知事で県住宅協会長であった友納武人の名で「（以上略）昭和30年3月（以下略）千葉県住宅協会の手でこの地に全国初の住宅団地が誕生した（以下略）」とあり、住宅団地発祥は協会八千代台団地であると主張している。土地付一戸建の販売形態も「団地」の範疇に含まれるとして、造成や販売の開始時期を考慮すれば協会八千代台団地の方が先に誕生したと言える。

## 近年の老朽化と建て替え（公団八千代台団地）
2000年代に入り、老朽化により賃貸住宅棟の撤去・建て替えが行われており、旧1・2・19・20・21・22棟を取り壊し8階建てと2階建ての2棟で構成された「アミティ八千代台」が2004年に完成
。同時に、周辺の道路を整備し歩道を新設。周辺道路に千葉県道262号幕張八千代線が走っているため交通量が多く危険だったが、近くの八千代市立八千代台西小・中学校の児童・生徒が登下校する上で安全性が向上した。旧3・4・5・16・17・18・23・24・25棟の跡地は民間（藤和不動産）に売られ、「グランノア八千代台」と命名された8階建てマンションが2005年に完成された。
一方で、分譲住宅棟群については2024年時点でも現存している。